# David Bergen

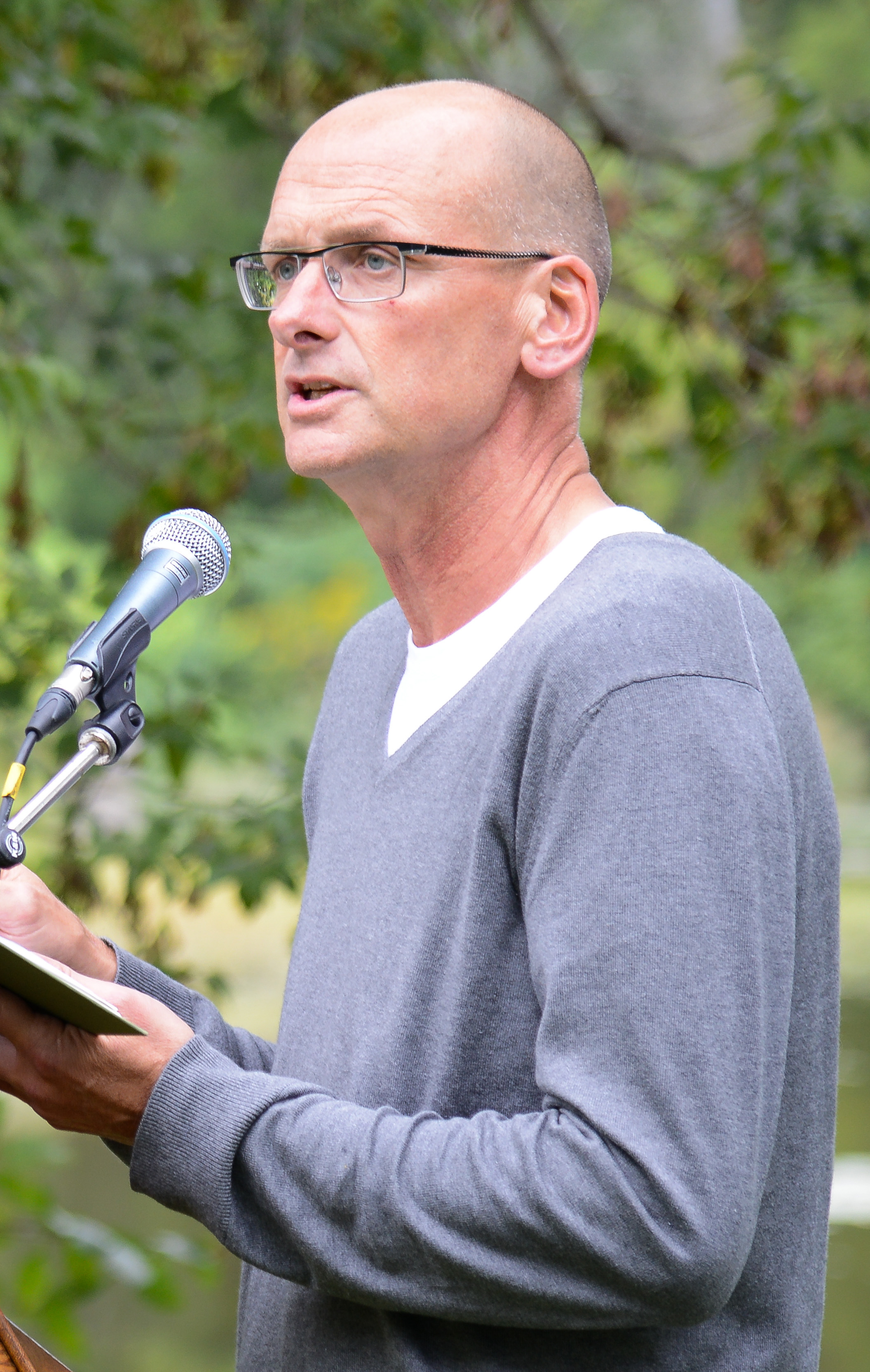
David Bergen, 2013

David Bergen (* 14. Januar 1957 in Port Edward, British Columbia, Kanada) ist ein kanadischer Schriftsteller. Der in Winnipeg, Manitoba, lebende Autor hat sechs Romane und eine Sammlung von Kurzgeschichten seit 1993 veröffentlicht. The Matter with Morris, sein jüngster Roman, der 2010 veröffentlicht wurde, stand auf der Shortlist des Scotiabank Giller Prize und des International IMPAC Dublin Literary Award.

## Leben
David Bergen wurde am 14. Januar 1957 in Port Edward, einem kleinen Fischerdorf in British Columbia, geboren und wuchs später in einer Mennoniten-Kleinstadt in Manitoba auf. Er ging auf ein Bibel College in British Columbia und das Red River College in Winnipeg, Manitoba, wo er Kommunikationswissenschaften studierte. Er unterrichtete Englisch und Kreatives Schreiben an Winnipegs Kelvin High School bis 2002.
Aufgewachsen als Mennonit, merkte Bergen später an, dass die Tendenz der Kirche Fragen und Kritik zu vermeiden, seine Entscheidung bekräftigt habe sich dem Schreiben von fiktionaler Literatur zuzuwenden. „Writing is a way of figuring things out. If you can't ask certain questions in church, maybe you can ask them in fiction.“ David Bergen lässt immer wieder Erfahrungen aus seinem mennonitischen Hintergrund in seine Romane einfließen.
Sein Debütroman, A Year of Lesser 1996, wurde von der New York Times als Notable Book geführt und gewann den McNally Robinson Book of the Year Award. Sein Roman The Case of Lena S. war in der Finalrunde für den Governor General’s Award for English language fiction und gewann den Carol Shields Winnipeg Book Award. Darüber hinaus war er in der Finalrunde für den McNally Robinson Book of the Year Award und dem Margaret Laurence Award for Fiction.
Sein Roman The Time in Between gewann den Scotiabank Giller Prize, erhielt hervorragende Kritiken beim Kirkus Review und stand auf der Longlist des IMPAC Award für 2007. 2008 veröffentlichte er seinen fünften Roman, The Retreat, der auf der Longlist des Scotiabank Giller Prize  stand und den Margaret Laurence Award for Fiction gewann. 2010 stand er erneut auf der Shortlist des Scotiabank Giller Prize für seinen sechsten Roman, The Matter with Morris. Außerdem ist er der Autor einer Sammlung von Kurzgeschichten, Sitting Opposite My Brother (1993), die Finalist beim Manitoba Book of the Year war.

## Politische Einstellungen
Im Oktober 2024 gehörte Bergen zu den Unterzeichnern eines Aufrufs zum Boykott israelischer Kulturinstitutionen, „die an der überwältigenden Unterdrückung der Palästinenser mitschuldig sind oder diese stillschweigend beobachtet haben“.

## Auszeichnungen
- 1993 Finalist, Manitoba Book of the Year – Sitting Opposite My Brother
- 1996 John Hirsch Award – A Year of Lesser
- 1996 McNally Robinson Book of the Year Award – A Year of Lesser
- 1999 CBC Literary Award, Short Story – How Can 'N' Men Share a Bottle of Vodka
- 2002 Short list, Governor General’s Award – The Case of Lena S.
- 2002 Carol Shields Winnipeg Book Award – The Case of Lena S.
- 2002 Finalist, McNally Robinson Book of the Year Award – The Case of Lena S.
- 2002 Finalist, Margaret Laurence Award for Fiction – The Case of Lena S.
- 2005 Giller Prize  – The Time in Between
- 2005 McNally Robinson Book of the Year Award – The Time in Between
- 2007 Long list, International IMPAC Dublin Literary Award – The Time in Between
- 2008 Long list, Giller Prize – The Retreat
- 2008 McNally Robinson Book of the Year Award – The Retreat
- 2008 Margaret Laurence Award for Fiction – The Retreat
- 2010 Shortlist, Giller Prize – The Matter With Morris
- 2012 Shortlist, International IMPAC Dublin Literary Award – The Matter With Morris
- 2018 Matt-Cohen-Preis für das Lebenswerk

## Werke
Romane
- A Year of Lesser, HarperCollins Canada, 1996
- See the Child. ebd. 1999
- The Case of Lena S., McClelland & Stewart, 2002
- The Time in Between. ebd. 2005
- The Retreat. ebd. 2008
  - Übers. Benjamin Schwarz: Rückzug. Bertelsmann Taschenbuch btb, München 2010
- The Matter With Morris, HarperCollins Canada, 2010
- The Age of Hope. ebd. 2012
  - Übers. Martin Hielscher: Gestern und heute und morgen. Roman. btb, 2017

Kurzgeschichten
- Sitting Opposite My Brother, Turnstone Press, 1993